# Les Inséparables (film, 2008)
Pour les articles homonymes, voir Les Inséparables.
Pour plus de détails, voir Fiche technique et Distribution.
Les Inséparables est un film français réalisé par Christine Dory sorti en 2008.

## Synopsis
Sandra est une jolie fille pétillante qui travaille dans une agence immobilière. Boris est un artiste marginal qui se drogue à la codéine. Ils se rencontrent et sur un coup de foudre s’aiment tout de suite. L’ennemi à leur relation est la dépendance : Boris à la drogue, Sandra à Boris. Malgré les disputes, les ruptures, parviendront-ils à construire une relation et à rester ensemble ?

## Fiche technique
- Réalisation : Christine Dory
- Scénario : Christine Dory et Gaëlle Macé
- Photographie : Julie Grünebaum
- Musique : Reno Isaac
- Montage : Saskia Berthod
- Son : Cédric Deloche
- Décors : Antoine Platteau
- Costumes : Jette Kraghede
- Durée : 100 min
- Date de sortie :
  - France : 10 décembre 2008

## Distribution
- Guillaume Depardieu : Boris
- Marie Vialle : Sandra
- Servane Ducorps : Laure
- Amanda Langlet : Maya
- Laurent Poitrenaux : Patrick
- Antoine Chappey : Lierac
- Roland Bertin : Langlet
- François Chattot : le père
- Carlo Brandt : Emerson

## Autour du film
- Guillaume Depardieu, est ici dans l'un de ses derniers rôles
- A l’origine le film devait s’appeler Circuit fermé en raison du renfermement sur eux-mêmes des deux personnages